# Justin Baas
Justin Baas (* 16. März 2000 in Quezon City, Philippinen), mit vollständigen Namen Mikel Justin Cagurangan Baas, ist ein philippinisch-niederländischer Fußballspieler.

## Karriere

### Verein
Das Fußballspielen erlernte Justin Baas in den Niederlanden in den Jugendmannschaften von Always Forward, FC Volendam und AZ Alkmaar. Bei AZ Alkmaar, einem Verein aus Alkmaar, stand er von Juli 2019 bis Juni 2020 unter Vertrag. Hier spielte er in der zweiten Mannschaft, dem Jong AZ. Die zweite Mannschaft spielte in der zweiten niederländischen Liga, der Eerste Divisie. Sein Zweitligadebüt gab er am 23. August 2019 im Spiel gegen den FC Oss. Hier wurde er in der 90.+4 Minute für Léon Bergsma eingewechselt. Für Jong AZ absolvierte er fünf Zweitligaspiele. Mitte 2020 wechselte er nach Thailand. Hier schloss er sich Ratchaburi Mitr Phol an. Mit dem Verein aus Ratchaburi spielt er in der ersten Liga des Landes, der Thai League. Für Ratchaburi absolvierte er fünf Erstligaspiele. Am 18. März 2021 ging er wieder in seine Heimat. Hier schloss er sich dem Erstligisten United City FC an. Bei dem Verein aus Bacolod City stand er bis Januar 2022 unter Vertrag. Am 23. Januar 2022 unterschrieb er in Malaysia einen Vertrag bei Melaka United. Der Verein aus Malakka spielte in der ersten Liga, der Malaysia Super League. Für Melaka bestritt er 14 Erstligaspiele. Von Dezember 2022 bis Juli 2023 war er vertrags- und vereinslos. Von August 2023 bis Januar 2024 stand er beim philippinischen Erstligisten Kaya FC-Iloilo unter Vertrag. Nach fünfmonatiger Vertragslosigkeit ging er im Sommer 2024 wieder nach Thailand, wo er einen Vertrag beim Erstligisten Uthai Thani FC unterschrieb. Nach einer Spielzeit, in der er 24 Ligaspiele bestritt, wurde sein Vertrag im Sommer 2025 nicht verlängert.

### Nationalmannschaft
Justin Baas spielte von 2014 bis 2015 dreimal in der niederländischen U15-Nationalmannschaft. Viermal stand er für die philippinische U23 auf dem Spielfeld. Seit 2019 spielt er für die philippinische A-Nationalmannschaft. Sein Länderspieldebüt gab er am 10. September 2019 in einem WM-Qualifikationsspiel gegen Guam. Hier wurde er in der 60. Minute für Daisuke Satō eingewechselt.

## Sonstiges
Justin Baas ist der Sohn eines niederländischen Vaters und einer philippinischen Mutter.